# Grumman F8F Bearcat
Chiếc Grumman F8F Bearcat (được gọi một cách thân mật là "Bear") là một kiểu máy bay tiêm kích Hải quân một động cơ của Hoa Kỳ vào cuối những năm 1940. Nó tiếp tục phục vụ cho đến những năm giữa thế kỷ XX cùng Hải quân Hoa Kỳ và không lực các nước khác, và là chiếc máy bay tiêm kích cuối cùng của hãng Grumman trang bị động cơ piston.

## Thiết kế và phát triển
Được thiết kế cho vai trò máy bay tiêm kích đánh chặn, nhóm thiết kế đã nhắm đến mục tiêu tạo ra một chiếc máy bay nhỏ nhất, nhẹ nhất có thể gắn vừa kiểu động cơ Pratt & Whitney R2800 vốn đã được trang bị cho chiếc máy bay tiêm kích F6F Hellcat. So sánh với chiếc tiền nhiệm, Bearcat nhẹ hơn 20%, tốc độ lên cao tốt hơn 30% và tốc độ tối đa nhanh hơn 80 km/h (50 dặm mỗi giờ). Nó cũng có kích thước nhỏ hơn đáng kể, vì được thiết kế để hoạt động trên những tàu sân bay hộ tống nhỏ, nơi mà những chiếc Hellcat to hiếm khi đến. Do đó chiếc F8F Bearcat chủ yếu nhắm đến việc thay thế những chiếc FM2 Wildcat lạc hậu vốn còn đang là máy bay tiêm kích chủ yếu cho các tàu sân bay cỡ nhỏ.
So sánh với chiếc Vought F4U Corsair, phiên bản Bearcat ban đầu (F8F-1) có chậm hơn đôi chút nhưng cơ động hơn và lên cao nhanh hơn. Bộ cánh quạt to bốn cánh Aero Products đường kính 3,7m (12 ft 4 in) đòi hỏi phải có bộ càng đáp dài hơn, khiến chiếc Bearcat mang một kiểu dáng "ngóc mũi" đặc trưng rất dễ nhận ra. Lần đầu tiên trong việc sản xuất một chiếc máy bay tiêm kích của Hải quân Hoa Kỳ, một kiểu nóc buồng lái dạng bọt nước được trang bị cung cấp tầm nhìn bao quát 360°.

Chiếc Grumman F8F-1 (số hiệu 95318) thuộc Phi đội VA-20A đang lượn quanh bầu trời San Francisco. Ngày 2 tháng 6 năm 1947. Ảnh của W.T. Larkins

Khái niệm về chiếc Bearcat chịu ảnh hưởng bởi một cuộc đánh giá vào đầu năm 1943 trên một chiếc máy bay tiêm kích Focke-Wulf Fw 190 chiếm được tại Anh Quốc bởi các phi công thử nghiệm và đội kỹ sư của Grumman. Sau khi bay thử chiếc Fw 190, phi công thử nghiệm của Grumman là Bob Hall đã viết một báo cáo trực tiếp lên cho Chủ tịch hãng Leroy Grumman, là người đã đích thân đề ra các tính năng kỹ thuật của Thiết kế 58, hậu duệ của chiếc Hellcat, mô phỏng một cách gần gũi triết lý về thiết kế đã sinh ra chiếc máy bay tiêm kích Đức, cho dù không có bộ phận nào của nó được sao chép. Chiếc F8F Bearcat bắt nguồn từ Thiết kế 58 với nhiệm vụ chủ yếu là vượt qua những chiếc máy bay tiêm kích Nhật Bản đời sau có độ cơ động cao như chiếc A6M-5 Zero, và bảo vệ hạm đội chống lại những cuộc tấn công cảm tử trên không Thần phong (kamikaze) sắp đến.
Tuy nhiên, mục tiêu có được trọng lượng nhẹ sau đó đã không thể đạt được do chiếc máy bay phải được chế tạp chắc chắn hơn để có thể hạ cánh trên tàu sân bay. Trong nỗ lực nhằm làm giảm nhẹ trọng lượng, các nhà thiết kế đã dùng đến thiết kế cánh tháo rời - nếu gia tốc "G" vượt quá 7,5 g đầu cánh sẽ gảy ra, để lại phần cánh cho một kiểu máy bay hoàn hảo mà vẫn có khả năng hạ cánh xuống tàu sân bay. Điều không may là cho dù cơ chế này hoạt động hoàn hảo trong những điều kiện được kiểm soát cẩn thận trong khi bay và trên mặt đất, trong điều kiện thực tế tại các đơn vị khi chiếc máy bay liên tục bị áp lực hạ cánh trên tàu sân bay, và với việc sản xuất bộ cánh kém cẩn trọng tại nhà máy, cánh có xu hướng bị tách ra trong khi máy bay đang ném bom mục tiêu, và máy bay sẽ bị rơi. Cơ chế này được thay thế bằng một hệ thống nổ làm tách rời phần đầu cánh ra, vốn cũng hoạt động tốt, nhưng sau một tai nạn gây thiệt mạng một kỹ thuật viên mặt đất vô ý kích hoạt nổ, hệ thống này cũng bị loại bỏ. Cuối cùng cánh được gia cố chắc chắn hơn và chiếc máy bay bị giới hạn gia tốc đến 7,5 g.
Phi công phụ trách đề án loạt máy bay Bearcat này của Grumman là phi công thử nghiệm huyền thoại Corky Meyer, vốn là người cũng đảm trách vai trò này trong việc phát triển các kiểu F6F Hellcat, F7F Tigercat, F9F Panther, XF10F-1 Jaguar, và F11F Tiger. Meyer là người phụ trách bộ phận Hoạt động Bay Grumman tại Căn cứ Không quân Edwards từ năm 1952 đến năm 1956. Một cái tên nổi tiếng khác có liên quan cũng có liên quan đến kiểu máy bay này. Khi được hỏi về kiểu máy bay được ưa thích để lái, Neil Armstrong ngay lập tức không ngần ngại đã đưa ra câu trả lời là chiếc "Bearcat". Armstrong đã từng lái kiểu máy bay này vào năm 1950 trong quá trình huấn luyện nâng cao của Hải quân, và đạt được chứng nhận bay ở tuổi mới 19.

## Lịch sử hoạt động

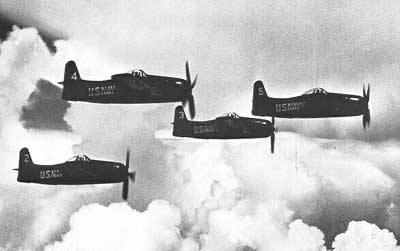
Vào ngày 25 tháng 8 năm 1946, đội thao diễn hàng không Blue Angels chuyển sang sử dụng kiểu máy bay Grumman F8F-1 Bearcat và giới thiệu đội hình bay "kim cương" nổi tiếng.

Chiếc nguyên mẫu F8F được đặt hàng vào tháng 11 năm 1943 và bay chuyến bay đầu tiên vào ngày 21 tháng 8 năm 1944, chỉ trong vòng chín tháng sau đó. Chiếc máy bay sản xuất hàng loạt đầu tiên được giao vào tháng 2 năm 1945 và phi đội đầu tiên sẵn sàng hoạt động vào ngày 21 tháng 5, nhưng Thế Chiến II đã kết thúc trước khi chiếc máy bay có dịp tham gia chiến đấu.
Sau chiến tranh, chiếc F8F trở thành máy bay tiêm kích chủ yếu của Hải quân, và được trang bị cho 24 phi đội tiêm kích. Thường được xem là một trong những máy bay (nếu không phải là chiếc tốt nhất) điều khiển tốt nhất trang bị động cơ piston, tính năng bay của nó thậm chí còn vượt hơn nhiều chiếc máy bay phản lực đời đầu. Khả năng bay thao diễn của nó được biết khi đội thao diễn hàng không Blue Angels chuyển sang sử dụng kiểu máy bay Grumman Bearcat vào năm 1946, và bay chúng cho đến khi đội bị tạm thời giải tán vào năm 1950 (do Chiến tranh Triều Tiên). Chiếc Grumman F9F Panther và McDonnell F2H Banshee đã thay thế hầu hết những chiếc Bearcat trong phục vụ với Hải quân Mỹ, do tính năng bay và các ưu thế khác vượt trội hơn những chiếc máy bay tiêm kích động cơ piston.
Một chiếc F8F-1 phiên bản sản xuất không được cải tiến vào năm 1946 đã lập được một kỷ lục về tốc độ lên cao 3.048 m (10.000 ft) trong vòng 94 giây sau khi cất cánh từ khoảng cách 350 m (115 ft). Chiếc Bearcat đã giữ kỷ lục này trong vòng mười năm cho đến khi bị một máy bay tiêm kích phản lực hiện đại phá vỡ (mà vẫn không sánh được quãng đường băng cất cánh ngắn của chiếc Bearcat).
Các quốc gia khác từng sử dụng Bearcat bao gồm không quân của Pháp và Thái Lan. Pháp đã sử dụng những chiếc Bearcat như là kiểu máy bay tiêm kích-ném bom trong Chiến tranh Đông Dương vào đầu những năm 1950.

### Các cuộc đua hàng không

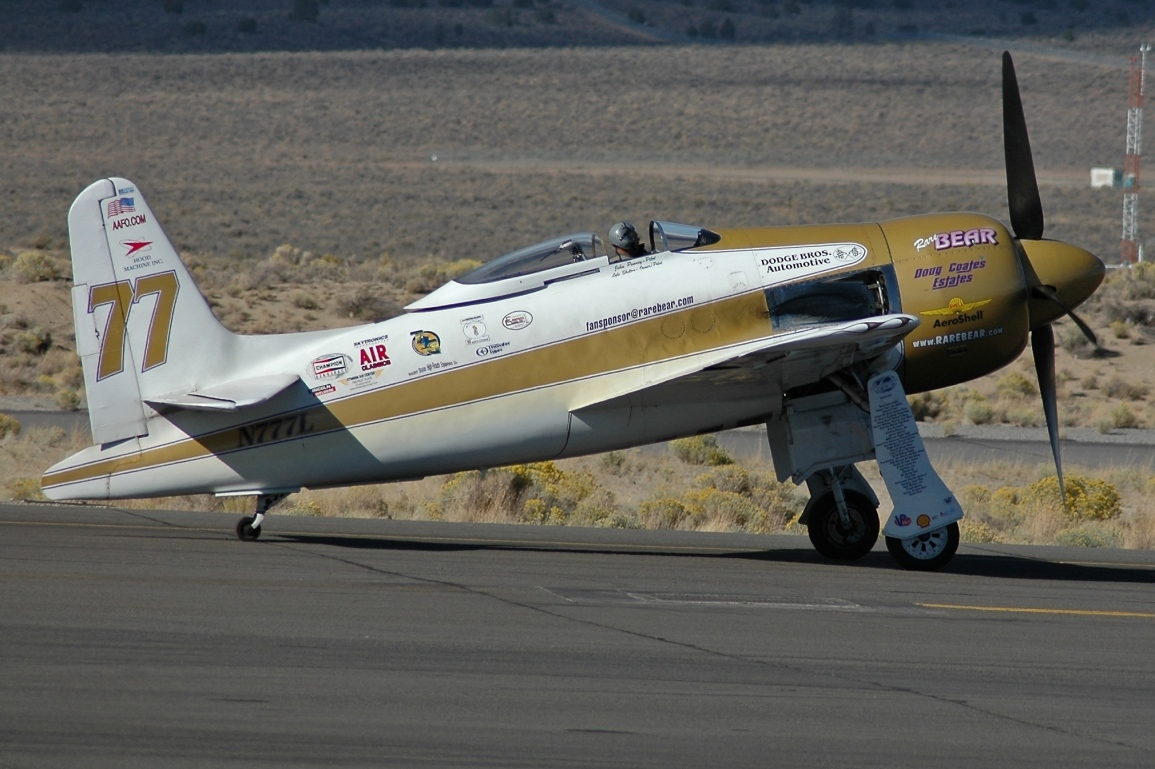
Chiếc Rare Bear từng phá kỷ lục đua hàng không.

Những chiếc Bearcat đã trở nên thông dụng trong các cuộc đua hàng không. Một chiếc Bearcat được dự trữ và tài trợ bởi Bill Stead từng chiến thắng giải Đua hàng không Reno lần đầu tiên vào năm 1964. Rare Bear, một chiếc F8F có nhiều cải tiến do Lyle Shelton sở hữu, tiếp tục thống trị sự kiện này trong vài thập niên, thường cạnh tranh cùng với Daryl Greenamyer, một phi công đua nổi tiếng khác từng chiến thắng và lập kỷ lục cùng chiếc máy bay của riêng mình. Rare Bear cũng lập nhiều kỷ lục khác, bao gồm kỷ lục thế giới về tốc độ bay 3Km dành cho máy bay động cơ piston là 850,26 km/h (528,33 dặm mỗi giờ) lập vào năm 1989, và một kỷ lục mới về tốc độ lên cao 3.000 m trong 91,9 giây lập vào năm 1972, phá kỷ lục cũ vào năm 1946 như đã nêu ở trên.
Cho đến nay còn có khoảng 11 chiếc Bearcat còn bay được, tám chiếc được phục chế để trưng bày và khoảng một tá xác máy bay hoặc đang trong kế hoạch phục chế.

## Các nước sử dụng
Pháp
- Không quân Pháp

 Thái Lan
- Không quân Hoàng gia Thái Lan

 Hoa Kỳ
- Hải quân Hoa Kỳ
- Thủy quân Lục chiến Hoa Kỳ

 Việt Nam Cộng hòa
- Không lực Việt Nam Cộng Hòa

## Đặc điểm kỹ thuật (F8F-1 Bearcat)

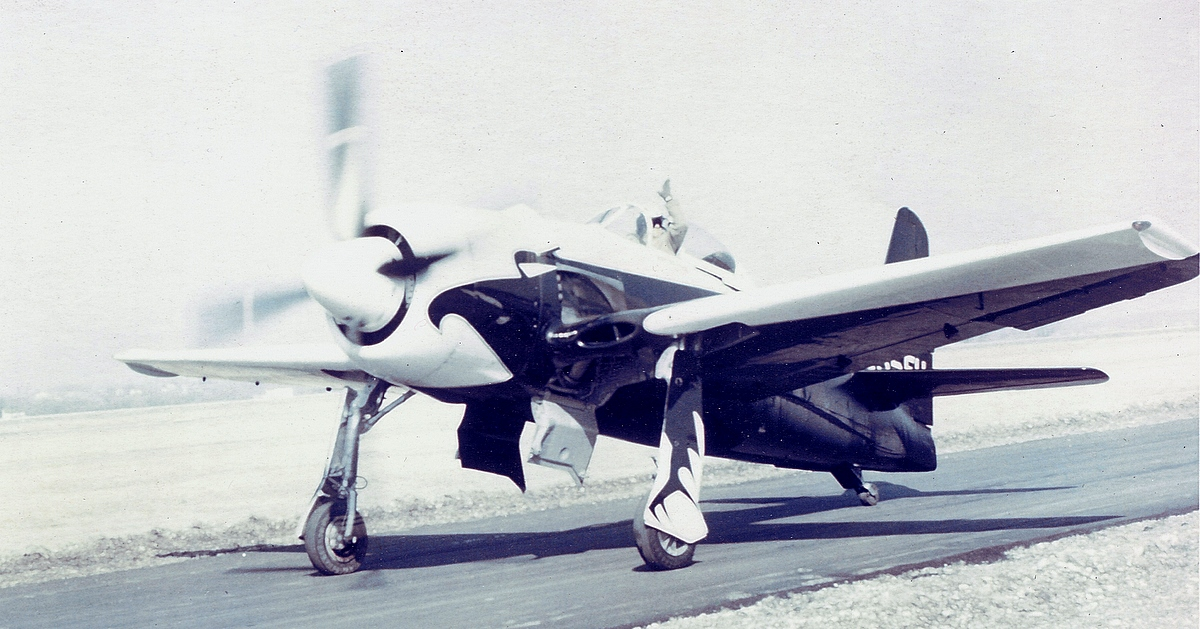
Chiếc F8F-2 Bearcat N5555H, do N.R. Hanson (1924-1967), "Giáo sư Bay" đại học Yale, lái trong những năm 1960.

Tham khảo: Jane's Fighting Aircraft of World War II,

### Đặc tính chung
- Đội bay: 01 người
- Chiều dài: 8,6 m (28 ft 3 in)
- Sải cánh: 10,9 m (35 ft 10 in)
- Chiều cao: 4,2 m (13 ft 10 in)
- Trọng lượng không tải: 3.210 kg (7.070 lb)
- Trọng lượng có tải: 4.400 kg (9.600 lb)
- Trọng lượng cất cánh tối đa: 5.870 kg (12.947 lb)
- Động cơ: 1 x động cơ Pratt & Whitney R-2800-34W "Double Wasp" bố trí hình tròn hai hàng, công suất 2.100 mã lực (1.600 kW)

### Đặc tính bay
- Tốc độ lớn nhất: 680 km/h (366 knot, 421 mph)
- Tầm bay tối đa: 1.780 km (1.105 mi)
- Trần bay: 11.800 m (38.700 ft)
- Tốc độ lên cao: 23,2 m/s (4.570 ft/min)
- Tỉ lệ công suất/khối lượng: 0,36 kW/kg (0,22 hp/lb)

### Vũ khí
- 4 x súng máy Browning M2 12,7 mm (0,50 in) trên phiên bản F8F-1
- 450 kg (1.000 lb) bom gắn trên 3 đế
- 4 × rocket 127 mm (5 in) không điều khiển

## Nội dung liên quan

### Máy bay liên quan
- F6F Hellcat

### Máy bay tương tự
- Hawker Sea Fury

### Trình tự thiết kế
- XF5F - F6F - F7F - F8F - F9F Panther/F9F Cougar - XF10F - F11F

### Danh sách liên quan
- Danh sách máy bay chiến đấu
- Danh sách máy bay quân sự Hoa Kỳ
- Danh sách máy bay trong Chiến tranh Thế giới II
- Danh sách máy bay tiêm kích